# Amintiri din epoca de aur
Amintiri din epoca de aur, comercializada en España como Historias de la edad de oro, es una película colectiva de Rumania con guion de Cristian Mungiu y estrenada en la sección Un Certain Regard del Festival de Cannes 2009.
La película se compone de cinco historias cortas aleatorias e independientes, cada una ambientada a finales del período comunista en Rumanía y sobre la base de mitos urbanos de la época, lo que refleja la perspectiva de la gente común. El título de la película se refiere a la supuesta "edad de oro" (por la propaganda comunista) de los últimos 15 años del régimen de Nicolae Ceauşescu.

## Episodios
La leyenda de la visita oficial
- Alexandru Potocean - Secretario
- Teodor Corban - Alcalde
- Emanuel Parvu - Inspector del Partido

Unos funcionarios locales del Partido Comunista Rumano organizan una fiesta, al informarles las autoridades centrales, que unos dignatarios extranjeros pasarán por la aldea. Un funcionario del gobierno llega y presta atención a los detalles más pequeños, sin embargo, la gente queda decepcionada cuando una llamada telefónica revela que los extranjeros ya no vienen.
La leyenda del fotógrafo del Partido
- Avram Birau - Fotógrafo
- Paul Dunca - Ayudante del fotógrafo
- Viorel Comanici - Secretario del Partido

Los editores de periódicos, censores y funcionarios del Partido se preocupan sobre una fotografía de Ceauşescu y la visita de Giscard d'Estaing a Bucarest que se publicará en el periódico Scinteia del día siguiente. El centro de la discusión es hacer que Ceauşescu parecezca más alta que d'Estaing en la fotografía y deciden usar un sombrero sin prestar atención a un pequeño, pero fundamental detalle.
La leyenda del policía codicioso
- Ion Sapdaru - Alexa
- Virginia Mirea - Esposa de Alexa
- Gabriel Spahiu - Vecino

Un policía acuerda con su hermano que éste le regalará un cerdo para Navidad, pero cuando se lo entrega el animal aún se encuentra para seguir con vida. La familia conduce al cerdo al apartamento y se desata un surrealista debate sobre la manera en que sacrificar al animal.
La leyenda de los vendedores de aire
- Diana Cavallioti - Crina
- Radu Iacoban - Bughi

Crina llega del instituto y a su casa llega su compañero Bughi, un estafador de poca monta, que trata de ganarse la vida haciéndose pasar por un inspector del agua: llamando de puerta en puerta, le pide a los residentes a presentar una muestra de su agua del grifo en una botella para venderlas en un depósito. Crina se une a él en uno de sus viajes pero decide mejorar el plan y analizar aire en lugar de agua. Su esquema se deshace cuando se vuelven demasiado ambiciosos y tratan de estafar a un bloque de apartamentos en su totalidad.
La leyenda del conductor de pollos
- Vlad Ivanov - Grigore
- Tania Popa - Camelia
- Liliana Mocanu - Marusia

Grigore es un conductor de camión de aves de corral, desilusionado con su matrimonio, trata de ganarse el corazón de Camelia, la directora de un hotel de carretera en la montaña. Él le lleva los huevos puestos durante la noche por los pollos en su camioneta, pero los dos se dan cuenta de que se acerca la Pascua y sería más rentable vender al público en general. Su plan se viene abajo cuando es descubierto y encarcelado por malversación de fondos. A Grigore le anuncian una visita en prisión, que no resulta ser la mujer que esperaba, sino su esposa enfadada.